# 桃椰子
桃椰子（学名：Bactris gasipaes）为棕榈科桃果椰子属下的一个种，可提供木材和棕榈心。